# Камбанария
Камбанарията е специална култова постройка или част от архитектурен ансамбъл. Обикновено представлява висока кула, по-висока от основната сграда на храма, където са монтирани от една до множество камбани, с които вярващите се призовават за богослужение.
Появява се след 4 век, когато камбаните започват да навлизат като страничен елемент в християнството, но се разпространява широко в по-късния етап от Средновековието, приблизително между 9 и 12 век.
В ранните християнски храмове камбанарията е допълнителна пристройка към съществуващата вече църковна сграда (понякога камбанариите са достроявани към храма много векове по-късно от неговото построяване).
Основна функция на камбанарията е да поддържа на височина камбаните, за да могат да известяват населението в цялото населено място, дори и отвъд, за всекидневните богослужения и други религиозни събития. Така камбанарията е важна част от християнския храм.
В късната средновековна архитектура и в последвалите етапи от развитието ѝ, камбанарията става част от основния архитектурен ансамбъл. Всеки град в Западна Европа се е стремял да има по-висока камбанария, за да привлича повече търговци и посетители в града.